# خضر أباد (محمد أباد كرمان)
خضر أباد (بالفارسية: خضرآباد) هي قرية تقع في إيران في Mohammadabad Rural District. يقدر عدد سكانها بـ 1,455 نسمة .